# Béla Lugosi
Béla Lugosi (właśc. Béla Ferenc Dezső Blaskó; ur. 20 października 1882 w Lugoj, zm. 16 sierpnia 1956 w Los Angeles) – węgiersko-amerykański aktor filmowy i teatralny, wiązany przede wszystkim ze stworzonym przez siebie klasycznym wizerunkiem wampira Draculi.

## Życiorys

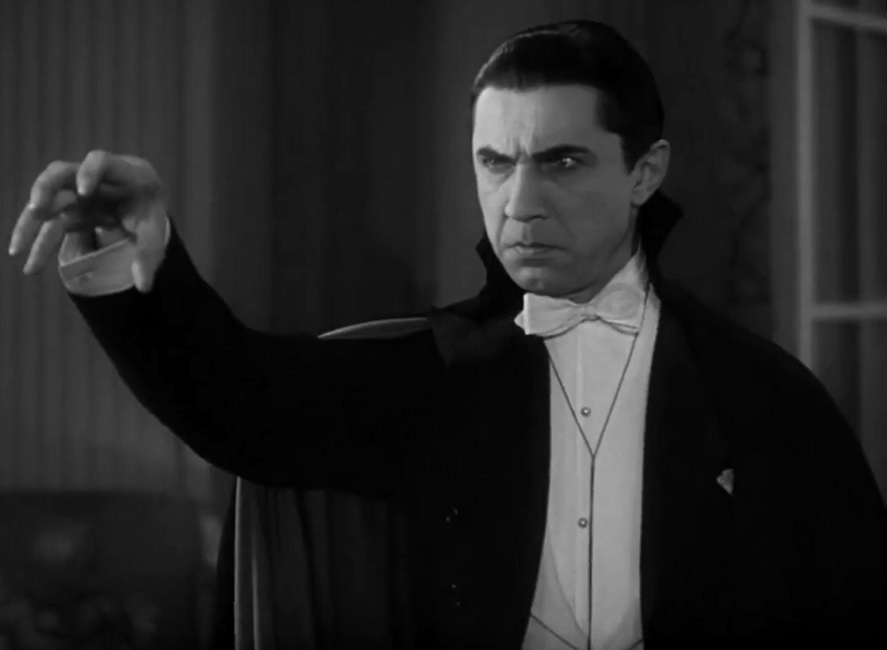
Béla Lugosi w roli Drakuli w 1931

Urodził się w Lugos w Banacie, na południe od Transylwanii, w Austro-Węgrzech (obecnie Lugoj w Rumunii) jako najmłodsze z czworga dzieci bankiera. Od miasta Lugos wziął później pseudonim artystyczny. Lugosi rozpoczął karierę jako aktor teatralny w kilku sztukach Shakespeare’a. Podczas I wojny światowej służył w piechocie armii austro-węgierskiej. W 1919 wyemigrował z Węgier do Niemiec, a w 1921 do Stanów Zjednoczonych, gdzie rozpoczął karierę w filmie.
Sławę przyniosła mu tytułowa rola wampira, hrabiego Draculi, w filmie Toda Browninga Dracula z 1931, bazującym na powieści Brama Stokera. Film odniósł sukces, a wizerunek wampira stworzony przez Lugosiego stał się klasyczny dla horroru oraz kultury masowej. Jednocześnie, wraz z kolejnymi filmami, jak Biały zombie i Scared to Death, Lugosi został zaszufladkowany jako aktor horrorów, wraz ze swoim wizerunkiem stworzonym w Draculi. Wraz ze spadkiem popularności, związanym z brakiem nowych ról, uzależnił się od morfiny. Rolę Draculi zagrał jeszcze w filmie Abbott i Costello spotykają Frankensteina z 1948.
W latach 50. ponownie zaczął grać w licznych, lecz mało ambitnych horrorach, obsadzany przez wielbiciela jego wizerunku, Eda Wooda, w rolach szalonych naukowców lub wampirów. Te role zainspirowały m.in. muzyków gothrockowego zespołu Bauhaus, którzy swój pierwszy singel zatytułowali „Bela Lugosi’s Dead” (pol. Béla Lugosi nie żyje). Ostatni film z jego udziałem, Plan dziewięć z kosmosu Wooda, pojawił się już po jego śmierci.
Zmarł 16 sierpnia 1956 na zawał mięśnia sercowego w swoim domu, w Los Angeles. Zgodnie z życzeniem rodziny (czwartej żony i syna), pochowany został w stroju wampira, w którym występował w filmie Dracula.

## Filmografia
- 1920 – Ostatni Mohikanin
- 1920 – Głowa Janusa
- 1923 – Niemy rozkaz
- 1924 – Ten, którego biją po twarzy
- 1930 – Wiedeńskie noce
- 1931 – Czarny wielbłąd
- 1931 – Kobiety wszystkich narodowości
- 1931 – Dracula
- 1932 – Wyspa doktora Moreau
- 1932 – Zabójstwa przy Rue Morgue
- 1932 – Pocałunek śmierci
- 1932 – Białe zombie
- 1934 – Czarny kot
- 1934 – Powrót Chandu
- 1935 – Znak wampira
- 1935 – Kruk
- 1936 – Niewidzialny promień
- 1939 – Syn Frankensteina
- 1939 – Ninoczka
- 1939 – Gorilla
- 1940 – Black Friday
- 1940 – Diabelski nietoperz
- 1941 – Niewidzialny duch
- 1941 – Czarny kot
- 1941 – Wilkołak
- 1942 – Pogrzeb o północy
- 1942 – Znikająca panna młoda
- 1942 – Duch Frankensteina
- 1943 – Frankenstein spotyka Człowieka Wilka
- 1945 – Porywacz ciał
- 1948 – Abbott i Costello spotykają Frankensteina
- 1955 – Narzeczona potwora
- 1959 – Plan dziewięć z kosmosu